# Knoxia
- Commons
- Wikispecies

Knoxia é um género botânico pertencente à família Rubiaceae.

## Sinonímia
- Afroknoxia Verdc.
- Baumannia K. Schum.
- Cuncea Buch.-Ham. ex D. Don
- Dentillaria Kuntze
- Neobaumannia Hutch. & Dalziel
- Vissadali Adans.

## Principais espécies
- Knoxia brachycarpa
- Knoxia brasiliensis
- Knoxia brunonis
- Knoxia congesta
- Knoxia corymbosa
- Lista completa

## Classificação do gênero
| Sistema | Classificação                      | Referência               |
| ------- | ---------------------------------- | ------------------------ |
| Linné   | Classe Tetrandria, ordem Monogynia | Species plantarum (1753) |